# Устинов, Александр Иосифович
Александр Иосифович Устинов (14.10.1902, г. Каменск Екатеринбургского уезда Пермской губ. — ??.07.1941, погиб в районе Пустошки) — советский военачальник, полковник (1940), участник Гражданской и Великой Отечественной войн. 

## Биография
Русский. Военное образование: 61-е пехотные курсы в г. Мариуполь (1921), 44-е пехотные курсы в Екатеринославе, специальное отделение (1922), повторные курсы среднего комсостава в Москве (1924), курсы «Выстрел» (1934), 2 курса заочного факультета Военной академии РККА им. М. В. Фрунзе. 
В годы Гражданской войны 19 сентября 1919 годы добровольно вступил в РККА и направлен на учебу на Саратовские пехотные пулеметные курсы, затем сражался на Южном фронте, в ноябре 1920 года ранен, после излечения находился в 1-м запасном Украинском полку. В январе 1921 года зачислен курсантом на Чугуевские пехотные командные курсы, сражался с вооруженными формированиями Н. И. Махно, затем с марта того же года учился на 61-х Мариупольских командных пехотных курсах, участвовал в борьбе с бандитизмом. 
С декабря 1921 года — старшина 44-х Екатеринославских пехотных курсов, в октябре 1922 года окончил на этих курсах специальное отделение и назначен в 17-ю Нижегородскую стрелковую дивизию: исполняющий должность командира отделения, пом. командира и командира взвода, пом. командира и командир роты, начальник штаба и временно исполняющий должность (врид) командира батальона. С декабря 1923 по август 1924 года находился на повторных курсах среднего комсостава Московского военного округа, в 1934 году окончил курсы «Выстрел», в апреле 1934 года назначен командиром батальона. С июня 1937 года командовал 29-м стрелковым полком 10-й стрелковой дивизии (Архангельск), с января 1939 года — пом. командира 16-й стрелковой дивизии, с января 1940 года — начальник пехоты этой дивизии (с июля 1940 года — в составе вновь сформированного Прибалтийского Особого военного округа). 
В сентябре 1940 года назначен заместителем командира 179-й стрелковой дивизии 29-го Литовского территориального стрелкового корпуса. Когда в начале июня 1941 года литовские командиры были отстранены от командования, 3 июня 1941 года назначен врид командира дивизии. С началом Великой Отечественной войны дивизия в составе 29-го стрелкового корпуса 11-й армии Северо-Западного фронта располагалась в районе Пабраде (Подбродзе) в 50 км северо-восточнее Вильнюса. В ночь на 23 июня 1941 года её части заняли оборону в окрестностях города, однако уже на рассвете 24 июня дивизия снялась с занимаемых позиций и вместе со штабом 29-го стрелкового корпуса начала отход на восток, при этом дезертирство литовцев приобрело массовый характер. 
К 30 июня дивизия находилась в 30 км от Полоцка, в начале июля дивизия, получив пополнение, была включена в состав 22-й армии Западного фронта и заняла оборону северо-западнее Невеля. После захвата Невеля (15 июля) противник продолжил наступление в направлении Великих Лук. В Краткой истории 179-й стрелковой дивизии указано, что командир дивизии полковник А. И. Устинов и комиссар дивизии Продеус погибли в боях за Пустошку. Точная дата гибели неизвестна.

## Награды
- Медаль «XX лет РККА»